# Anthenantia villosa
Anthenantia villosa är en gräsart som först beskrevs av André Michaux, och fick sitt nu gällande namn av Ambroise Marie François Joseph Palisot de Beauvois. Anthenantia villosa ingår i släktet Anthenantia och familjen gräs. Inga underarter finns listade i Catalogue of Life.